# Hilary Sipowicz
Hilary Józef Sipowicz (ur. 28 stycznia 1890 w Mickiszkach (powiat szawelski), zm. 12 maja 1969) – pseud. Lis, Szura; komandor, profesor inżynier mechanik Politechniki Gdańskiej. Syn Hilarego i Marii z Butowiczów. 

## Życiorys[1]
Studia ukończył w Instytucie Politechnicznym w Petersburgu. Powołany do służby w rosyjskiej marynarce wojennej pływał w okresie I wojny światowej jako oficer mechanik na okrętach podwodnych. Po powrocie do kraju w 1919 pełnił szereg funkcji jako oficer służby czynnej w polskiej marynarce wojennej, m.in. przy nadzorze technicznym okrętów budowanych za granicą. Następnie był organizatorem, dyrektorem i wykładowcą Wydziału Technicznego Szkoły Podchorążych Marynarki Wojennej w Toruniu (1932-1939). Współorganizował i wykładał na tajnych zajęciach z budowy okrętów na Politechnice Warszawskiej w latach okupacji 1939-1945. Był współorganizatorem Oficerskiej Szkoły Marynarki Wojennej w Gdyni (1945-1946). Komandor-główny mechanik Floty Marynarki Wojennej (1945-1947), współorganizator Wydziału Budowy Okrętów Politechniki Gdańskiej (1945) profesor Kontraktowy w Katedrze Zastosowania i Użytkowania Maszyn Okrętowych (1945) oraz kierownik Katedry Siłowni Okrętowych (1957-1959).
W 1958 uzyskał tytuł profesora nadzwyczajnego budownictwa okrętowego z główną specjalizacją w zakresie maszyn okrętowych. 
Hilary Sipowicz był wybitnym dydaktykiem i wychowawca paru pokoleń inżynierów okrętowców, autor dwóch niepublikowanych prac na temat kotłów i maszyn parowych. Za działalność organizacyjną, dydaktyczną i wojskową odznaczony wieloma odznaczeniami państwowymi i honorowymi. Pochowany na Cmentarzu Garnizonowym w Toruniu.
W budynku Wydziału Oceanotechniki i Okrętownictwa Politechniki Gdańskiej mieści się audytorium im. profesora Hilarego Sipowicza.

## Ordery i odznaczenia
- Złoty Krzyż Zasługi – 10 listopada 1938 „za zasługi w służbie wojskowej”[3]